# Пласковац
Пласковац је насеље у Србији у општини Топола у Шумадијском округу. Према попису из 2022. има 427 становника (према попису из 2011. било је 516 становника).

## Порекло становништва
Пласковац је имао 21 домаћинство 1823. године, и то:
- Миросавићи 12,
- Ђорђевићи 2,
- Лукићи 3 и
- Аврамовићи 4 домаћинства

Сви су досељени од Сјенице.
Између два рата, у селу је учитељевао Арса Недић, вишеструко одликовани ратник и награђени економ - воћар и повртлар.

## Демографија
У насељу Пласковац живи 442 пунолетна становника, а просечна старост становништва износи 42,7 година (42,4 код мушкараца и 43,0 код жена). У насељу има 150 домаћинстава, а просечан број чланова по домаћинству је 3,73.
Ово насеље је великим делом насељено Србима (према попису из 2002. године).
|  |

| Демографија | Демографија | Демографија |
| Година      | Становника  | Становника  |
| ----------- | ----------- | ----------- |
| 1948.       | 859         |             |
| 1953.       | 817         |             |
| 1961.       | 811         |             |
| 1971.       | 762         |             |
| 1981.       | 666         |             |
| 1991.       | 667         | 616         |
| 2002.       | 559         | 610         |
| 2011.       | 516         |             |
| 2022.       | 427         |             |

| Етнички састав према попису из 2002.‍ | Етнички састав према попису из 2002.‍ | Етнички састав према попису из 2002.‍ | Етнички састав према попису из 2002.‍ | Етнички састав према попису из 2002.‍ |
| ------------------------------------ | ------------------------------------ | ------------------------------------ | ------------------------------------ | ------------------------------------ |
|                                      |                                      |                                      |                                      |                                      |
| Срби                                 | Срби                                 |                                      | 552                                  | 98,74%                               |
| Југословени                          | Југословени                          |                                      | 5                                    | 0,89%                                |
| непознато                            | непознато                            |                                      | 2                                    | 0,35%                                |

| Година пописа     | 1948. | 1953. | 1961. | 1971. | 1981. | 1991. | 2002. |
| ----------------- | ----- | ----- | ----- | ----- | ----- | ----- | ----- |
| Број домаћинстава | 175   | 179   | 182   | 174   | 174   | 164   | 150   |

| Број чланова      | 1  | 2  | 3  | 4  | 5  | 6  | 7 | 8 | 9 | 10 и више | Просек |
| ----------------- | -- | -- | -- | -- | -- | -- | - | - | - | --------- | ------ |
| Број домаћинстава | 28 | 25 | 18 | 20 | 23 | 25 | 6 | 5 | 0 | 0         | 3,73   |

| Пол    | Укупно | Неожењен/Неудата | Ожењен/Удата | Удовац/Удовица | Разведен/Разведена | Непознато |
| ------ | ------ | ---------------- | ------------ | -------------- | ------------------ | --------- |
| Мушки  | 221    | 41               | 163          | 15             | 2                  | 0         |
| Женски | 240    | 35               | 162          | 41             | 2                  | 0         |
| УКУПНО | 461    | 76               | 325          | 56             | 4                  | 0         |

| Пол    | Укупно                    | Пољопривреда, лов и шумарство | Рибарство                            | Вађење руде и камена | Прерађивачка индустрија       |
| ------ | ------------------------- | ----------------------------- | ------------------------------------ | -------------------- | ----------------------------- |
| Мушки  | 139                       | 125                           | 0                                    | 2                    | 2                             |
| Женски | 107                       | 97                            | 0                                    | 0                    | 3                             |
| УКУПНО | 246                       | 222                           | 0                                    | 2                    | 5                             |
| Пол    | Производња и снабдевање   | Грађевинарство                | Трговина                             | Хотели и ресторани   | Саобраћај, складиштење и везе |
| Мушки  | 0                         | 3                             | 4                                    | 0                    | 1                             |
| Женски | 0                         | 1                             | 1                                    | 0                    | 0                             |
| УКУПНО | 0                         | 4                             | 5                                    | 0                    | 1                             |
| Пол    | Финансијско посредовање   | Некретнине                    | Државна управа и одбрана             | Образовање           | Здравствени и социјални рад   |
| Мушки  | 0                         | 0                             | 0                                    | 1                    | 0                             |
| Женски | 0                         | 0                             | 2                                    | 3                    | 0                             |
| УКУПНО | 0                         | 0                             | 2                                    | 4                    | 0                             |
| Пол    | Остале услужне активности | Приватна домаћинства          | Екстериторијалне организације и тела | Непознато            | Непознато                     |
| Мушки  | 0                         | 0                             | 0                                    | 1                    | 1                             |
| Женски | 0                         | 0                             | 0                                    | 0                    | 0                             |
| УКУПНО | 0                         | 0                             | 0                                    | 1                    | 1                             |